# John Sutter
Pour les articles homonymes, voir Suter et Sutter.
John August Sutter, communément nommé  John Sutter, né le 23 février 1803 à Kandern (Margraviat de Bade, Saint-Empire romain germanique) sous le nom de Johann August Suter et mort le 18 juin 1880 à Washington (États-Unis), est un commerçant et négociant américain d'origine suisse. Il fut successivement  suisse (1803), américain (ca 1834), mexicain (1840) puis de nouveau américain (1846),.
Il fonda en 1839 la colonie agricole et commerçante de la Nouvelle-Helvétie (en espagnol Nueva Helvetia, en anglais New Helvetia ou New Switzerland, en allemand Neu-Helvetien), connue à partir de 1841 sous la dénomination de Fort Sutter, célèbre pour son association avec l'expédition Donner, la ruée vers l'or en Californie et la formation de la ville de Sacramento.
Il est considéré aujourd'hui comme une figure de l'esprit pionnier du mythe de la Frontière. Ce mythe fut notamment nourri par le roman de Blaise Cendrars, L'Or, sous-titré La Merveilleuse Histoire du général Johann August Suter et paru en 1925, dont il est le héros.

## Biographie

### Naissance en Bade-Wurtemberg et émigration vers les États-Unis
Suisse de naissance, Johann Sutter est pourtant né le 23 février 1803 dans le margraviat de Bade, au sein du Saint-Empire romain germanique, près des frontières française et suisse dans la ville de Kandern, son père étant originaire de la ville voisine de Rünenberg en Suisse.
Il commence comme simple apprenti à Berthoud (dans le canton de Berne, en Suisse), où il se marie en 1826. John Sutter aura cinq enfants.
Alors qu'il est boutiquier, il est victime d'une faillite. Risquant la prison pour dettes, il abandonne sa famille en mai 1834 pour gagner Le Havre où, muni d'un passeport français, il embarque à bord du paquebot Sully qui le conduit à New York.

### Carrière

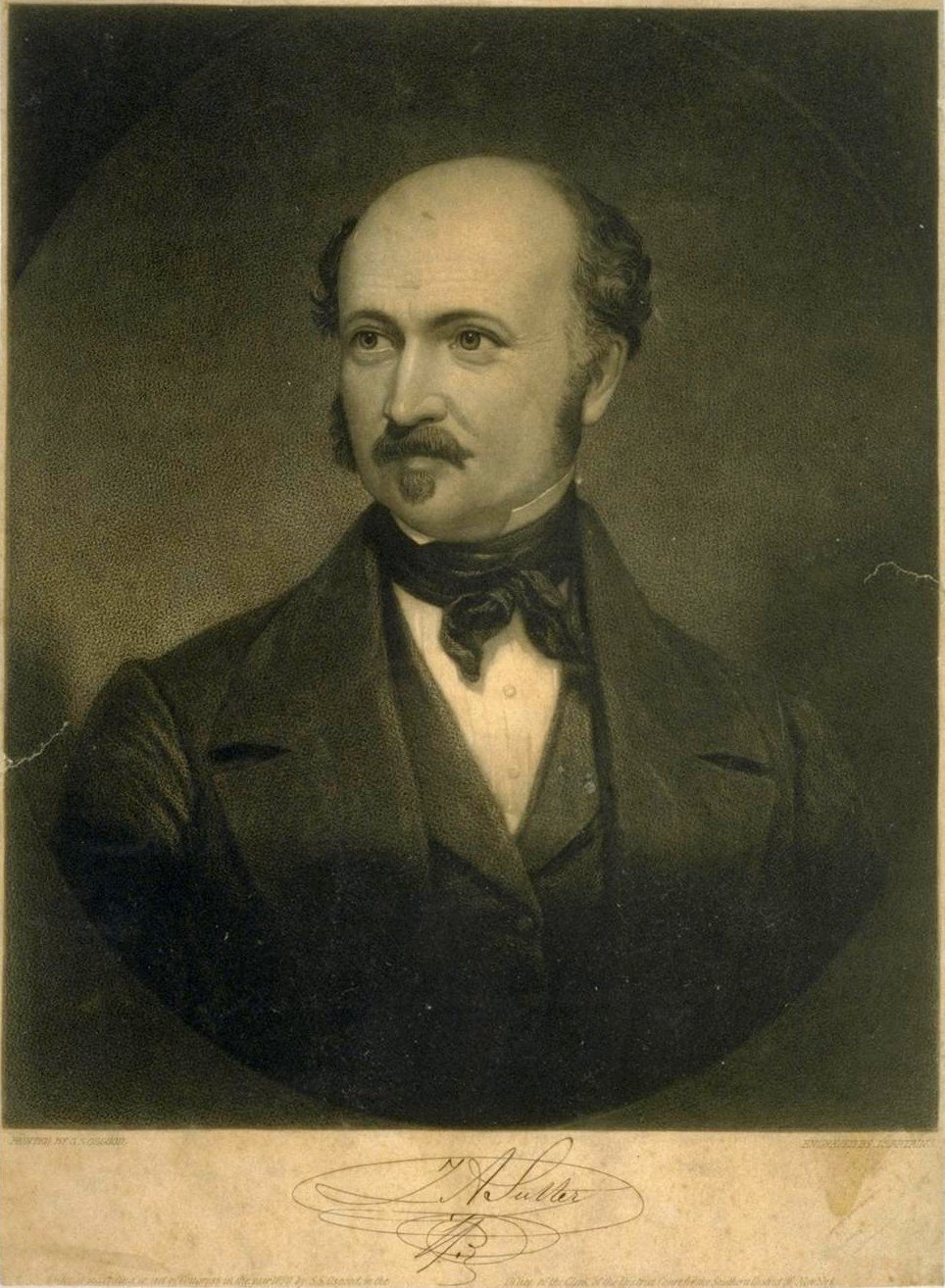
John Sutter (v. 1835)

Il débarque à New York le 14 juillet 1834. Ensuite, Sutter va jusqu'en Californie en passant par Saint Louis, ville qui lui sert de base pour la création de plusieurs entreprises commerciales le long de la piste de Santa Fe, Westport (l'actuelle Kansas City), la piste de l'Oregon jusqu'à Fort Vancouver, puis Hawaii et l'Alaska.
Sutter arrive à Yerba Buena (l'actuelle San Francisco) le 1er juillet 1839, soit cinq ans après son départ de Suisse.
Il se fait naturaliser mexicain à l'époque où la Californie est une partie du Mexique afin de pouvoir prétendre à une possession.
La Californie est alors une région isolée et très peu peuplée d'Européens. Pour favoriser l'exploitation de cette région, le gouvernement mexicain décide de faire appel aux étrangers et multiplie les concessions (entre 1836 et 1840).
En 1840, Johann Sutter obtient une concession de 20 000 hectares, au confluent des rivières American et Sacramento. Il développe à cet endroit un immense domaine agricole qu'il appelle « Nouvelle-Helvétie » (plus connu sous le nom de « Fort Sutter »). Lorsque, en 1847, les États-Unis annexent la Californie, John Sutter possède 12 000 têtes de bétail (1 000 porcs, 2 000 chevaux et 10 000 moutons) et emploie 150 personnes. Son domaine comprend également un atelier de tissage, une distillerie, un moulin et une tannerie. Sutter, à 44 ans, est alors un des hommes les plus riches de Californie.
En 1847, Johann Sutter décide de construire une scierie sur l'American River, à Coloma. Mais cet endroit ne fait pas partie de la concession de Sutter. Les travaux se déroulent normalement jusqu'au 24 janvier 1848. C'est alors qu'un événement vient tout bouleverser.
James Wilson Marshall, un charpentier embauché par Johann Sutter pour la construction de la scierie, découvre de l'or sous quinze centimètres d'eau. En apprenant cela, John Sutter ordonne à ses employés de tenir leur langue, engagement qu'ils ne tiennent pas. Fort Sutter devient ainsi le premier gisement à l'origine de la ruée vers l'or. Mi-mars, la découverte de l'or en Californie atteint San Francisco puis se répand dans tout le Pacifique. Le 19 août 1848, la nouvelle est annoncée à toute la côte Est par le New York Herald. Le 5 décembre, le président fait part au congrès de la découverte de « mines d'or considérables » en Californie. Le monde entier est alors au courant.
Le fils aîné de Sutter, John Augustus Junior, débarque à San Francisco en septembre 1848, mais au lieu de se retrouver dauphin d'une colonie vaste et prospère, il découvre un territoire sans loi, livré aux squatteurs, aux spéculateurs et aux bandits. La plupart des employés ont déserté le domaine, le bétail a été volé, les entrepôts pillés, alors qu'une terre non exploitée est réputée libre. John Sutter hésite un moment entre chercher de l'or lui-même ou vendre les équipements à la foule des chercheurs d'or qui affluent sans arrêt[réf. nécessaire]. Durant les vingt premiers mois qui suivent la découverte de l'or, Sutter se montre incapable de s'adapter aux temps nouveaux, continuant à se comporter comme du temps où la Californie mexicaine vivait au rythme d'une économie pastorale, lorsque son nom seul suffisait à rétablir l'ordre et la justice. Souvent sous l'emprise de la boisson, il ne résiste pas aux flatteries des spéculateurs qui lui font signer des titres de vente de nombreux lots de ses terrains. Les squatteurs tuent ses troupeaux pour se nourrir et s'installent sur ses terrains. Durant l'hiver 1849-1850, Sutter tente de se faire élire premier gouverneur du nouvel État de Californie, mais il ne termine qu'en troisième position en nombre de suffrages.
Renonçant alors à son rêve de « Nouvelle-Helvétie », Sutter décide de vendre son fort et de se retirer un peu plus au nord, dans sa propriété de Hock Farm. C'est là qu'à partir de janvier 1850 viennent le rejoindre sa femme et ses autres enfants, après quinze années de séparation.
Après qu’il a tenté pendant quinze ans d’obtenir réparation de la spoliation de ses terres, la Cour suprême annule en 1864 son titre de propriété délivré par les autorités mexicaines.
De 1865 jusqu'au moment de sa mort, Sutter vit à Lititz, en Pennsylvanie. De là, le vieux pionnier se rend régulièrement à Washington où il tente, en vain, de se faire rendre justice par le Congrès des États-Unis.

### Décès
John Sutter meurt dans un hôtel de Washington le 18 juin 1880, à 3 heures de l'après-midi, un jour après que le Congrès a ajourné, sans avoir encore statué sur sa demande.

### Postérité
Il a donné son nom au comté de Sutter. Une rue de San Francisco porte également son nom.
Son fils John Augustus Sutter, Jr. fonde la ville de Sacramento sur les terres de Fort Sutter, sur le fleuve Sacramento, en décembre 1848. Elle devient par la suite la capitale de la Californie.
En 1925, Blaise Cendrars écrit un roman dans lequel il retrace de manière dramatique la vie de Johann August Sutter.
Un film est adapté de ce roman en 1936 par James Cruze : Sutter's Gold.

## John Sutter dans la culture

### Biographie
Blaise Cendrars écrivit sa biographie romancée en 1925 dans le roman « L'or ». Plusieurs biographies ont été consacrées à Sutter, la plus récente étant celle de l'historien américain Albert L. Hurtado John Sutter : A Life on the North American Frontier (2006).
Outré par la liberté historique et les erreurs du livre de Cendrars, l'universitaire américain d'origine suisse James Peter Zollinger publie en 1939 une biographie documentée remarquable sur le plan historique, traduite en français sous le titre : À la conquête de la Californie. La vie et les aventures du colonel Sutter, roi de la Nouvelle Helvétie.
Stefan Zweig retraça l'itinéraire de John Sutter dans la nouvelle intitulée La Découverte de l'Eldorado, issue du livre Les Très Riches Heures de l'humanité (1939).

### Adaptations cinématographiques
Aux États-Unis, L'Or maudit de James Cruze sorti en 1936. Dans la première partie du téléfilm Le Miracle de Noël de la série Timeless, le personnage John Sutter apparaît.
En Allemagne, le film L'Empereur de Californie de et avec Luis Trenker sorti en 1936.
En France, le feuilleton télévisé intitulé Fortune, diffusé la première fois entre mars et mai 1969, fit connaître le personnage de Sutter (incarné par l'acteur Pierre Michaël).